# Atrapa los millones
Atrapa los millones es un programa de televisión de concursos de origen chileno. Es la versión local del programa británico The Million Pound Drop Live emitido por Channel 4. Es presentado por Don Francisco hasta la tercera temporada y sustituido por Diana Bolocco desde la cuarta temporada de 2015. El programa es emitido por Canal 13 desde el 25 de marzo de 2012 hasta la actualidad.

## Formato
En este programa se ponen en juego CLP 400.000.000, divididos en 50 fajos de CLP 8.000.000. Tras haber elegido entre dos categorías, los concursantes deben escoger una o más alternativas depositando los fajos en las compuertas correspondientes. Los concursantes pasan a la siguiente ronda con el dinero que depositaron en la opción correcta y pierden el resto, que caerán antes de dar a conocer la respuesta.
La primera, segunda y tercera preguntas poseen 4 opciones, la cuarta, quita y sexta poseen 3 y finalmente, la última pregunta posee sólo dos opciones, debiendo arriesgarse por llevarse todo o nada. En todos los casos, uno de los casilleros debe quedar libre, imposibilitando a los participantes que repartan su dinero entre todas las opciones. Los participantes quedan fuera de juego cuando ya no les queda dinero para jugar y el juego finaliza una vez que contestaron correctamente la séptima pregunta independientemente del dinero que hayan salvado.

## Cambio de Formato
En un principio el programa se basaba en la versión estadounidense, pero luego de tres temporadas el programa cambio repentinamente a un estudio más parecido al utilizado en Reino Unido así como también en el cambio existente de presentadores, ya que pasó a ser de hombre a mujer como lo es en el programa originalmente, esto queda claro ya que Diana Bolocco se puede apreciar utilizando un vestido rojo en las promociones de la cuarta temporada como lo hacía Davina McCall tradicionalmente en The Million Pound Drop Live.

## Audiencia
El primer capítulo de la versión chilena (emitido el día domingo 25 de marzo de 2012) tuvo muy buena recepción de la teleaudiencia, marcando en promedio 28,6 puntos de rating en un horario que generalmente en Chile no tiene mucha audiencia los días domingos (pasadas las 23 horas), quedando evidentemente en el primer lugar de audiencia frente a los programas que transmitían los demás canales chilenos. La aceptación fue tal que en Twitter las palabras Don Francisco y el hashtag #AtrapaLosMillones fueron Trending Topic global durante la emisión del programa.
En este capítulo compitieron dos parejas. La primera no logró llevarse dinero pues en la quinta pregunta (respecto a "¿Cual es el nombre de calle es la que más se repite en Santiago?") apostaron lo último que tenían y lo perdieron. Sin embargo, la segunda pareja (que fue bastante peculiar por su estilo "Rockabilly" logró llevarse CLP 32.000.000 cuyo destino será cumplir el sueño de viajar a Estados Unidos y visitar la tumba de Elvis Presley, así como también casarse en Las Vegas.